# Municipio de Du Bois
El municipio de Du Bois (en inglés: Du Bois Township) es un municipio ubicado en el condado de Washington en el estado estadounidense de Illinois. En el año 2010 tenía una población de 748 habitantes y una densidad poblacional de 7,85 personas por km².

## Geografía
El municipio de Du Bois se encuentra ubicado en las coordenadas 38°15′18″N 89°11′56″O / 38.25500, -89.19889. Según la Oficina del Censo de los Estados Unidos, el municipio tiene una superficie total de 95.3 km², de la cual 95,19 km² corresponden a tierra firme y (0,11 %) 0,11 km² es agua.

## Demografía
Según el censo de 2010, había 748 personas residiendo en el municipio de Du Bois. La densidad de población era de 7,85 hab./km². De los 748 habitantes, el municipio de Du Bois estaba compuesto por el 99,33 % blancos, el 0,27 % eran afroamericanos, el 0,13 % eran de otras razas y el 0,27 % eran de una mezcla de razas. Del total de la población el 1,34 % eran hispanos o latinos de cualquier raza.